# Верхнее Марьино
Ве́рхнее Ма́рьино — село Каширского района Воронежской области.
Входит в состав Старинского сельского поселения.

## Население
| 1859 | 1897 | 2010 |
| ---- | ---- | ---- |
| 457  | ↗557 | ↘108 |

## Улицы
В селе имеется одна улица — Карла Маркса.

## Известные уроженцы
- Шишлов, Фёдор Васильевич (род. 1931) — советский военнослужащий, слесарь-сборщик, Герой Социалистического Труда.